# Pachydissus curvivittatus
Pachydissus curvivittatus es una especie de escarabajo longicornio del género Pachydissus, tribu Cerambycini, subfamilia Cerambycinae. Fue descrita científicamente por Adlbauer en 2002.

## Descripción
Mide 25-33 milímetros de longitud.

## Distribución
Se distribuye por Camerún.